# (3882) Johncox
(3882) Johncox est un astéroïde de la ceinture principale.

## Description
(3882) Johncox est un astéroïde de la ceinture principale. Il fut découvert le 7 septembre 1962 à Brooklyn par Indiana University. Il présente une orbite caractérisée par un demi-grand axe de 2,45 UA, une excentricité de 0,14 et une inclinaison de 5,0° par rapport à l'écliptique.

## Compléments